# Pugot
O Pugot ("o decapitado") é um espírito maligno mítico que é encontrado na região de Ilocos. Pode assumir várias formas tais como leitões, cachorros ou até mesmo humanos. Entretanto, usualmente aparece como um ser sem cabeça gigantesco e preto. A criatura usualmente reside em lugares escuros ou casas abandonadas. Entretanto, eles gostam especialmente de viver em árvores tais como as duhat (Eugenia cumini), os santol (Sandoricum koetjape) e os tamarindeiros. 
À parte de suas habilidades metamórficas, o pugot pode também se mover a grandes velocidades, se alimentar de cobras e insetos que encontrar entre as árvores. Ele se alimenta empurrando comida atavés do cepo do pescoço.
Embora aterrador, o pugot é relativamente inofensivo. Entretanto, a criatura é apaixonada por roupas íntimas femininas e as furta quando estas estão sendo secas em um varal.
O pugot também é encontrado no mito de Ifugao "Tulud Nimputul: O auto-decapitado" onde ele aparece ao herói humano. Ele foi alimentado pelo herói com carne de galinha cortada que foi misturada com sangue.